# Dorothy Gish
Dorothy Elisabeth Gish (Dayton, Ohio, 11 de març de 1898 - Rapallo, Itàlia, 4 de juny de 1968), més coneguda com a Dorothy Gish, va ser una de les grans estrelles del cinema mut. Dorothy va ser, sens dubte, una actriu dramàtica de molt de talent i una de les actrius de comèdia més brillants però ha estat negligida per molts historiadors del cinema en favor de la seva germana Lillian Gish.

## Biografia

### Primers anys
Segona filla de Mary (McConnell de soltera) i James Lee Gish va néixer a Dayton (Ohio) el 11 de marc de 1898. La seva germana gran era Lillian Gish. Malgrat que algunes fonts asseguren que originalment el cognom era Guiche, sembla clar que el cognom del pare era Guish. El seu pare era un botiguer que degut a una sèrie de fracassos comercials, el 1900 va abandonar la família deixant les filles al càrrec de la mare. La família vivia a Nova York. La mare, per tal de guanyar alguns diners, va ingressar en una companyia de teatre i poc després, ja el 1902, les noies ajudaven també treballant en el teatre, canviant sovint de ciutat. Així, als 4 anys Dorothy ja va participar en la seva primera obra, “East Lynne”. El 1907 va fer el seu debut a Nova York fent el paper d'una noia irlandesa en l'obra "Dion O’Dare". En aquell moment tenia un contracte amb la companyia Fiske O’Hare que l'utilitzava per a papers juvenils.
El 1912, mirant en un cinema la pel·lícula Lena and the Geese, les dues germanes van reconèixer a la pantalla la seva amiga Gladys Smith, la família de la qual havia estat la seva veïna quan vivien a Nova York. Quan les dues noies es van presentar a la productora Biograph Company demanant per la Gladys es van trobar amb la sorpresa que havia canviat de nom i ara es feia dir Mary Pickford. Pickford va convèncer D.W. Griffith que les contractés. La primera pel·lícula en la que es reconeix és An Unseen Enemy (1912). De fet, Griffith trobava molt més atractiva la manera de fer de Lillian i bona part dels papers de Dorothy en aquell temps li eren donats a instàncies de la seva germana.

### Lillian i Dorothy, caràcters contraposats
Com bé reconeixia Dorothy públicament, les dues germanes tenien caràcters ben diferents davant la pantalla. Malgrat això elles dues van ser les millors amigues durant tota la seva vida. Dorothy era efervescent, sociable i una comediant natural. Lillian era seriosa, intens, i amb d'una gran duresa desmentida pel seu aspecte delicat. Mentre Lillian feia multitud de pel·lícules dramàtiques, Dorothy va lluir més en la comèdia. Entre aquestes, es pot destacar "The Musketeers of Pig Alley" (1912), "Oil and Water" (1913) o "The Perfidy of Mary" (1913). 

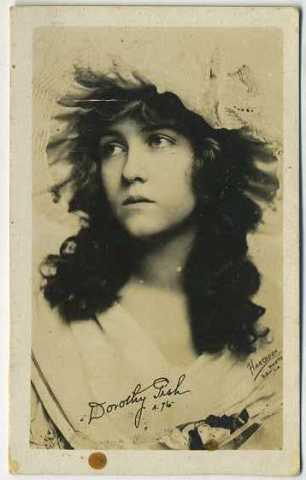
Dorothy Gish a l'any 1910

### Gran estrella del cinema
El 1914 les dues germanes eren ídols juvenils i les seves fotos apareixien en revistes, postals i fins i tot una sèrie de llibres juvenils (The Moving Picture Girls) estava basada en elles. Tot i això, va haver d'aparèixer en una seixantena de pel·lícules abans que la Triangle li concedís un estatus d'estrella. La fama li va arribar el 1918 amb la pel·lícula "Hearts of the World" en la que la seva interpretació d'un paper secundari acaparava l'atenció de l'espectador.
Davant l'èxit de "Hearts of the World", la Paramount la va contractar fent 14 pel·lícules amb ells en els següents 4 anys. Entre les de més èxit cal destacar "Battling Jane" (1918) "Nugget Nell" (1919) i "Remodeling a Husband" (1920).
El 26 de desembre de 1920 es va casar amb l'actor James Rennie de 30 anys, amb el que havia treballat a "Remodeling a Husband" i "Flying Pat" (1920). La parella es va separar el 1930 i es va divorciar el 1935 tot i que van continuar essent amics. El 1922 va retornar amb Griffith per la pel·lícula "Orphans of the Storm", probablement una de les seves millors actuacions.

### Arribada del sonor
Abans de participar en el cinema sonor va prendre un respir d'un any per després filmar el 1930 "Wolves", co-protagonitzada per Charles Laughton. La pel·lícula va ser un fracàs tan rotund que la va mantenir apartada del cinema durant 14 anys. Va tornar de manera intermitent amb pel·lícules com "Our Hearts Were Young and Gay" (1944), "Centenial Summer" (1946) d'Otto Preminger o "The Whistle at Eaton Falls" (1951) de Robert Siodmak. La seva darrera pel·lícula va ser "El cardenal" (1963) d'Otto Preminger. Paral·lelament, Dorothy va tornar a actuar al teatre el 1928. A Broadway va aparèixer, entre d'altres, a “The Inspector general” (1930), “The pillars of Society” (1931), “Britle Heaven” (1934), “The Magnificient Yankee” (1946), “The Man” (1950) i la seva darrera aparició en escena que va ser “The Chalk Garden” (1956).

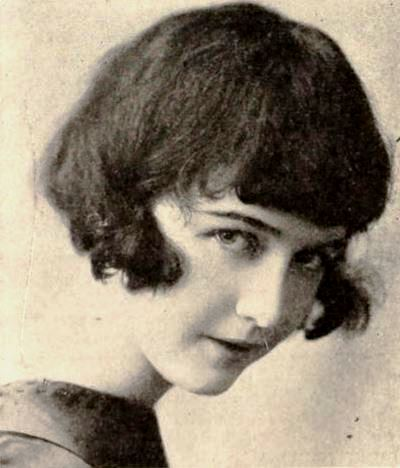
Dorothy a l'any 1918

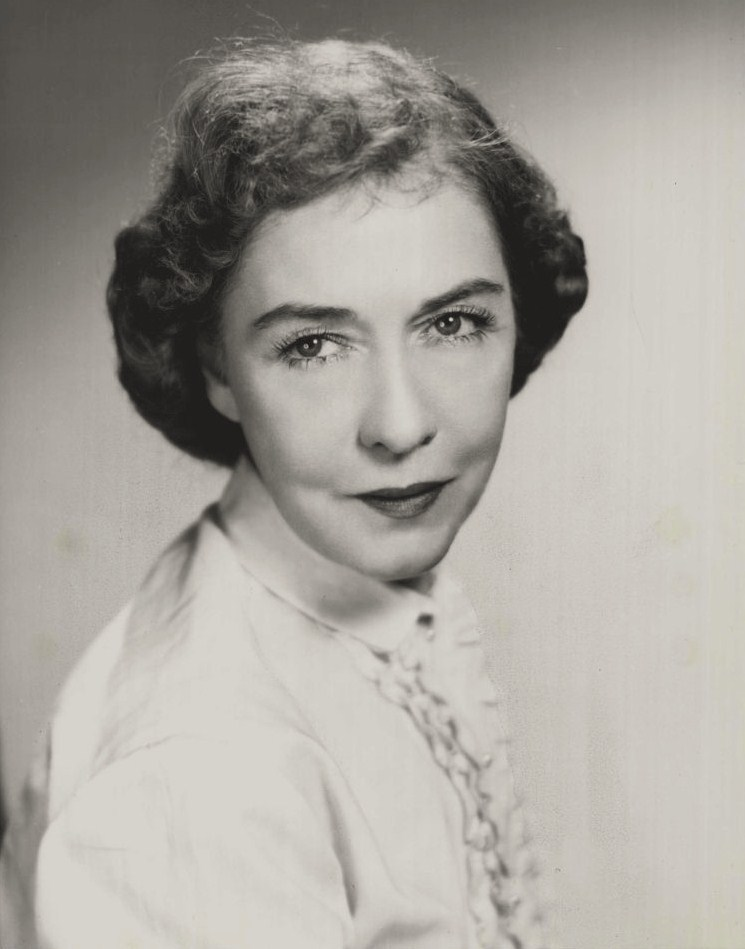
Dorothy l'any 1954

Els darrers anys de la seva vida va patir problemes de pèrdua de memòria i va ingressar en un sanatori a Rapallo (Itàlia) on va morir el 4 de juny de 1968 als 70 anys de pneumònia bronquial.

## Filmografia
- An Unseen Enemy, dirigida per D.W. Griffith (1912)
- Two Daughters of Eve, dirigida per D.W. Griffith (1912)
- So Near, Yet So Far, dirigida per D.W. Griffith (1912)
- The Painted Lady, dirigida per D.W. Griffith (1912)
- The Musketeers of Pig Alley, dirigida per D.W. Griffith (1912)
- Gold and Glitter, dirigida per D.W. Griffith i Frank Powell (1912)
- My Baby, dirigida per David W. Griffith (1912)
- The Informer, dirigida per David W. Griffith (1912)
- Brutality, dirigida per David W. Griffith (1912)
- The New York Hat, dirigida per David W. Griffith (1912)
- My Hero, dirigida per David W. Griffith (1912)
- The Burglar's Dilemma, dirigida per David W. Griffith (1912)
- A Cry for Help, dirigida per David W. Griffith (1912)
- Oil and Water, dirigida per David W. Griffith (1913)
- Broken Ways, dirigida per David W. Griffith (1913)
- The Perfidy of Mary, dirigida per David W. Griffith (1913)
- The Lady and the Mouse, dirigida per David W. Griffith (1913)
- Just Gold, dirigida per David W. Griffith (1913)
- His Mother's Son, dirigida per David W. Griffith (1913)
- Red Hicks Defies the World, dirigida per Dell Henderson (1913)
- Almost a Wild Man, dirigida per Dell Henderson (1913)
- Her Mother's Oath, dirigida per David W. Griffith (1913)
- The Reformers; or, The Lost Art of Minding One's Business, dirigida per David W. Griffith (1913)
- Pa Says, dirigida per Dell Henderson (1913)
- The Vengeance of Galora, dirigida per Anthony O'Sullivan (1913)
- Those Little Flowers, dirigida per Dell Henderson (1913)
- The Widow's Kids, dirigida per Dell Henderson (1913)
- Papa's Baby, dirigida per Dell Henderson (1913)
- The Suffragette Minstrels, dirigida per Dell Henderson (1913)
- The Adopted Brother, dirigida per David W. Griffith (1913)
- The Lady in Black, dirigida per Dell Henderson (1913)
- A Cure for Suffragettes, dirigida per Edward Dillon (1913)
- By Man's Law, dirigida per Christy Cabanne (1913)
- The House of Discord, dirigida per James Kirkwood (1913)
- Classmates, dirigida per James Kirkwood (1914)
- Her Old Teacher, dirigida per Travers Vale (1914)
- Her Father's Silent Partner, dirigida per Donald Crisp (1914)
- Judith of Bethulia, dirigida per David W. Griffith (1914)
- The Floor Above, dirigida per James Kirkwood (1914)
- The Mysterious Shot, dirigida per Donald Crisp (1914)
- The Old Man (1914)
- Cigar Butts (1914)
- The Mountain Rat, dirigida per James Kirkwood (1914)
- The Different Man, dirigida per John B. O'Brien (1914)
- Liberty Belles, dirigida per Dell Henderson (1914)
- Home, Sweet Home, dirigida per David W. Griffith (1914)
- A Fair Rebel, dirigida per Frank Powell (1914)
- The Wife, dirigida per David Miles (1914)
- Silent Sandy, dirigida per James Kirkwood (1914)
- The Newer Woman, dirigida per Donald Crisp (1914)
- The Rebellion of Kitty Belle, dirigida per Christy Cabanne (1914)
- Their First Acquaintance, dirigida per Donald Crisp (1914)
- Arms and the Gringo, dirigida per Christy Cabanne (1914)
- The Suffragette's Battle in Nuttyville, dirigida per Christy Cabanne (1914)
- The City Beautiful, dirigida per Christy Cabanne (1914)
- The Painted Lady (1914)
- Man's Enemy, dirigida per Frank Powell (1914)
- The Avenging Conscience, dirigida per D.W. Griffith (1914)
- The Tavern of Tragedy, dirigida per Donald Crisp (1914)
- Her Mother's Necklace, dirigida per Donald Crisp (1914)
- A Lesson in Mechanics, dirigida per Christy Cabanne (1914)
- The Sisters, dirigida per Christy Cabanne (1914)
- Granny, Christy Cabanne (1914)
- Down the Hill to Creditville, dirigida per Donald Crisp (1914)
- Sands of Fate, dirigida per Donald Crisp (1914)
- The Warning, dirigida per Donald Crisp (1914)
- Back to the Kitchen, dirigida per John B. O’Brien (1914)
- The Availing Prayer, dirigida per Donald Crisp (1914)
- The Saving Grace, dirigida per Christy Cabanne (1914)
- The Better Way, dirigida per Christy Cabanne (1914)
- A Duel for Love, (1914)
- His Lesson, dirigida per George Siegmann (1915)
- An Old-Fashioned Girl, dirigida per Donald Crisp (1915)
- How Hazel Got Even, dirigida per Donald Crisp (1915)
- The Lost Lord Lowell, dirigida per Paul Powell (1915)
- Minerva's Mission, dirigida per Paul Powell (1915)
- Her Grandparents, dirigida per Frank Powell (1915)
- Out of Bondage, dirigida per Chester B. Clapp (1915)
- The Mountain Girl, dirigida per James Kirkwood (1915)
- The Little Catamount, dirigida per Paul Powell (1915)
- Victorine, dirigida per Paul Powell (1915)
- Bred in the Bone, dirigida per Paul Powell (1915)
- Old Heidelberg, dirigida per John Emerson (1915)
- Jordan Is a Hard Road, dirigida per Allan Dwan (1915)
- Her Mother's Daughter, dirigida per Paul Powell (1915)
- Betty of Greystone, dirigida per Allan Dwan (1916)
- Little Meena's Romance, dirigida per Paul Powell (1916)
- Susan Rocks the Boat, dirigida per Paul Powell (1916)
- The Little School Ma'am, dirigida per Chester M. Franklin (1916)
- Gretchen the Greenhorn, dirigida per Chester M. Franklin (1916)
- Atta Boy's Last Race, dirigida per George Siegmann (1916)
- Children of the Feud, dirigida per Joseph Henabery (1916)
- The Little Yank, dirigida per George Siegmann (1917)
- Stage Struck, dirigida per Edward Morrissey (1917)

- Her Official Fathers, dirigida per Dorothy Gish, Elmer Clifton i Joseph Henabery (1917)
- Hearts of the World, dirigida per David W. Griffith (1918)
- The Hun Within, dirigida per Chester Withey (1918)
- Battling Jane, dirigida per Elmer Clifton (1918)
- The Hope Chest, dirigida per Elmer Clifton (1918)
- Boots, dirigida per Elmer Clifton (1919)
- Peppy Polly, dirigida per Elmer Clifton (1919)
- I'll Get Him Yet, dirigida per Elmer Clifton (1919)
- Nugget Nell, dirigida per Elmer Clifton (1919)
- Nobody Home, dirigida per Elmer Clifton (1919)
- Turning the Tables, dirigida per Elmer Clifton (1919)
- Mary Ellen Comes to Town, dirigida per Elmer Clifton (1920)
- Remodeling Her Husband, dirigida per Lillian Gish (1920)
- Little Miss Rebellion, dirigida per George Fawcett (1920)
- Flying Pat, dirigida per F. Richard Jones (1920)
- The Ghost in the Garret, dirigida per F. Richard Jones (1921)
- Orphans of the Storm, dirigida per David W. Griffith (1921)
- The Country Flapper, dirigida per F. Richard Jones (1922)
- Fury, dirigida per Henry King (1923)
- The Bright Shawl, dirigida per John S. Robertson (1923)
- Romola, dirigida per Henry King (1924)
- Night Life of New York, dirigida per Allan Dwan (1925)
- The Beautiful City, dirigida per Kenneth S. Webb (1925)
- Clothes Make the Pirate, dirigida per Maurice Tourneur (1925)
- Nell Gwyn, dirigida per Herbert Wilcox (1926)
- London, dirigida per Herbert Wilcox (1926)
- Camille, dirigida per Ralph Barton (1926)
- Tiptoes, dirigida per Herbert Wilcox (1926)
- Madame Pompadour, dirigida per Herbert Wilcox (1927)
- Wolves, dirigida per Albert de Courville (1927)
- Our Hearts Were Young and Gay, dirigida per Lewis Allen (1944)
- Centennial Summer, dirigida per Otto Preminger (1946)
- The Whistle at Eaton Falls, dirigida per Robert Siodmak (1951)
- The Cardinal, dirigida per Otto Preminger (1963)